# Reinhard Sefried
Reinhard Sefried (* 2. Juli 1955) ist ein ehemaliger deutscher Tischtennisspieler. Er gewann 1983 die Deutsche Meisterschaft im Doppel.

## Werdegang
Sefried begann seine Karriere beim Oberligisten SV Waldhof Mannheim und wechselte 1972 zum TTC Calw, den er später Richtung TTC Esslingen verließ. Mit dessen Herrenmannschaft stieg er 1980/81 in die Bundesliga auf. 1982 schloss er sich dem SSV Reutlingen 05 an, mit dem er 1982/83 den Europapokal gewann. Später kehrte er zum TTC Esslingen zurück und verhalf diesem 1986/87 erneut zum Aufstieg in die Bundesliga.
Seine weiteren Vereinsstationen waren
- bis 1988 TTC Esslingen
- 1988 - 1990 TTF Neuhausen[4]
- 1990 - ???? TTC Frickenhausen (Zweite Bundesliga)[5]
- 1997 - ???? SV Plüderhausen[6]
- ???? - 2003 TTC Frickenhausen (Zweite Bundesliga)
- 2003 - ???? SSV Reutlingen 05 II (Landesliga)
- um 2005 SV Weru Plüderhausen[7]

Seinen größten Erfolg erzielte Sefried bei den Nationalen Deutschen Meisterschaften 1983 in Münster (Westfalen). Hier wurde er zusammen mit Michael Krumtünger deutscher Meister im Doppel durch einen Endspielsieg gegen Wilfried Lieck und Manfred Nieswand. Ein Jahr zuvor hatte er mit dem gleichen Partner bereits das Endspiel erreicht, das jedoch gegen Lieck/Nieswand verloren ging. Im Mixed kam er 1983 (mit Heike Baltzer) und 1986 (mit Judith Stumper) ins Halbfinale.
Bei den deutschen Meisterschaften der Senioren Ü40 wurde er 1997 Zweiter im Einzel und Dritter mit Heinz Schlüter im Doppel sowie 1998 Dritter im Mixed mit Rose Diebold.

## Privat
Reinhard Sefried hat einen jüngeren Bruder namens Thomas (* 1963), der mit ihm gemeinsam beim TTF Neuhausen und beim TTC Frickenhausen in der Zweiten Bundesliga spielte.